# Whitley City
Whitley City is een plaats (census-designated place) in de Amerikaanse staat Kentucky, en valt bestuurlijk gezien onder McCreary County.

## Demografie
Bij de volkstelling in 2000 werd het aantal inwoners vastgesteld op 1111.

## Geografie
Volgens het United States Census Bureau beslaat de plaats een oppervlakte van
6,0 km², geheel bestaande uit land. Whitley City ligt op ongeveer 405 m boven zeeniveau.

## Plaatsen in de nabije omgeving
De onderstaande figuur toont nabijgelegen plaatsen in een straal van 28 km rond Whitley City.